# Tell Brak
Tell Brak, l'antica Nagar, è un tell, cioè una collina artificiale formata da un antico insediamento, nella regione dell'alto Khabur, nel Governatorato di Hassaké (Siria di nord-est). Il sito fu occupato fra il VI e il II millennio a.C. Con i suoi 130 ettari, a 40 m di altitudine, è uno dei più ampi siti archeologici della Mesopotamia del nord. Nel corso della guerra civile siriana (iniziata nel 2011) è stato annesso all'area controllata dallo YPG, l'armata nazionale del Kurdistan siriano.

## Archeologia
Tell Brak fu indagato dall'archeologo inglese Max Mallowan, il marito di Agatha Christie, nel 1937 e 1938. Una missione dell'istituto di archeologia dell'Università di Londra e più tardi una del McDonald Institute for Archaeological Research dell'Università di Cambridge, guidata da David and Joan Oates, vi hanno lavorato per 14 stagioni fra il 1976 e il 1993. Lo scavo è poi stato diretto da un membro della spedizione degli Oates, Roger Matthews, e in seguito, nel periodo 1998-2004, in collaborazione da Geoff Emberling, che aveva lavorato sia con gli Oates che con Matthews, e da Helen McDonald, da tempo segretaria e progettista a Brak.

Alla sponsorizzazione di questo periodo hanno partecipato anche il British Institute for the Study of Iraq, il Metropolitan Museum of Art, la National Geographic Society e la National Science Foundation. Augusta McMahon, della Università di Cambridge, è subentrata come direttore nella primavera del 2006. Inoltre una ricognizione archeologica a largo raggio (20 km) intorno a Brak è stata condotta con la guida di Henry T. Wrightdella Università del Michigan (2002–2005). Gli scavi più recenti hanno avuto luogo nella primavera del 2011; il lavoro archeologico è stato sospeso a seguito della guerra civile in Siria.
Molti dei ritrovamenti degli scavi a Tell Brak sono in esposizione al museo di Deir ez-Zor.

## Storia

### Periodo Halaf
Un piccolo insediamento esisteva nel sito già dal VI millennio a.C. e materiali della cultura tardo neolitica di Halaf vi sono stati rinvenuti.

### Tardo calcolitico
L'occupazione continuò nei successivi periodi Ubaid e Uruk. Gli scavi e la ricognizione del sito e dei suoi dintorni rivelano che la città si sviluppò dall'inizio del IV millennio (tardo calcolitico 3), contemporaneamente o addirittura un po' prima delle più documentate città della Mesopotamia meridionale, come per esempio Uruk. Gli edifici pubblici includono il "tempio degli occhi" sul limite sud dell'insediamento e un edificio amministrativo, inclusivo di botteghe artigianali e fornaci per la ceramica, sul limite nord (area TW). Dalla metà del IV millennio, a Brak, come in molti altri centri dell'area, alla popolazione indigena si sovrapposero coloni provenienti dal sud della Mesopotamia. Fra i molti materiali della cultura tardo Uruk rinvenuti spicca un prontuario professionale per gli scribi (già noto da Uruk IV), parte dell'educazione istituzionale impartita agli scribi nel III millennio, su una vasta area di Siria e Mesopotamia.
Il più famoso dei monumenti del tardo calcolitico è il cosiddetto "tempio degli occhi" (Eye Temple nella definizione data dal suo scopritore per la quantità di eye idols che conteneva), costruito fra 3500 e 3300 a.C. e riportato alla luce nel 1937-38 da Max Mallowan. Alcuni manufatti provenienti dal primo scavo sono ora conservati presso il British Museum e includono una "testa di Tell Brak" che è uno dei primi esempi di ritratto a mezzo busto fra le sculture provenienti dal Medio Oriente. Il tempio conteneva centinaia di piccoli "eye idol", figurine umane di alabastro, più o meno stilizzate ma sempre caratterizzate da occhi di proporzioni gigantesche. Le figurine erano saldate alla malta dei mattoni crudi con cui il tempio era costruito. Le superfici dell'edificio erano riccamente decorate con coni d'argilla, lastre di rame e lavori in oro, in uno stile simile a quello dei templi contemporanei di Sumer, nella Mesopotamia meridionale. Una scoperta più drammatica, durante gli scavi recenti (2007-08), è la serie di tombe monolitiche databili fra 3800 e 3600 a.C., che suggerisce che il processo di urbanizzazione sia stato accompagnato da tensioni sociali e da un incremento di attività belliche.

### Età del bronzo antico

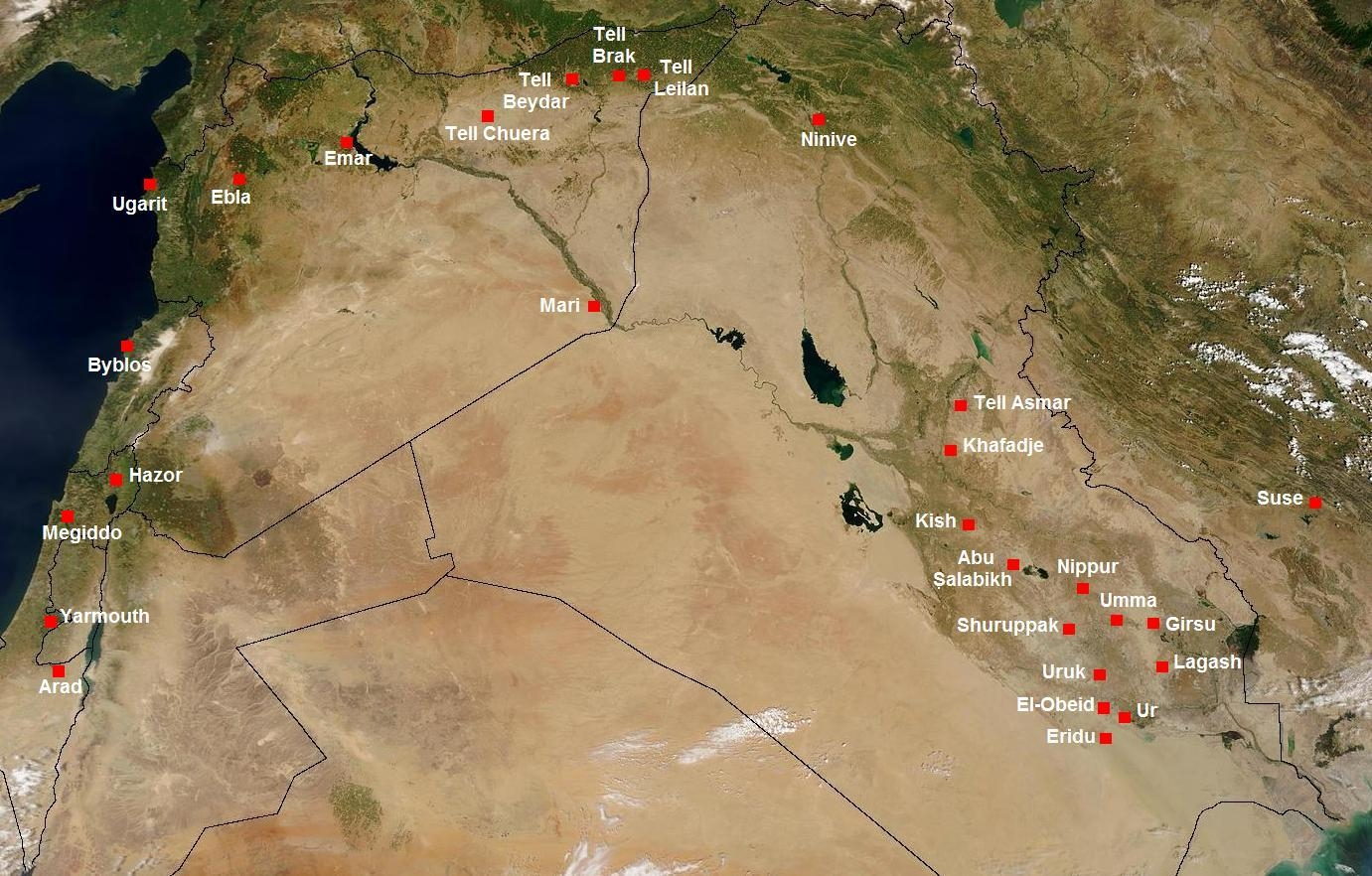
Carta delle città medio orientali del periodo predinastico

Testi cuneiformi del terzo millennio a.C. provenienti da Ebla e dalla stessa Brak identificano Nagar (l'antico nome di Brak) come il principale punto di contatto fra le città levantine, l'Anatolia e la Mesopotamia settentrionale. Sono attestati i suoi attivi scambi commerciali e culturali con Ebla come anche la sua influenza sulla città di Nabada (Tell Beydar) che si trovava in posizione intermedia fra le due potenze. Un edificio parzialmente incendiato (un centro amministrativo o un tempio) vicino al centro del sito, distrutto intorno al 2400 a.C. e riscoperto nel 1998, ha un muro esterno incourvato che ricorda il tempio ovale di Khafajah, nella Mesopotamia centrale. Resti di ossa mostrano che la città fu un centro di diffusione di ibridi di onagri utilizzati per trainare carri dotati di ruote prima dell'introduzione del cavallo, intorno al 2300 a.C. Sul finire del terzo millennio, Nagar si trova all'estremità nord della sfera d'influenza accadica. Il palazzo-roccaforte di Naram-Sin del XXII secolo a.C., costruito quando Nagar era un centro amministrativo dell'impero accadico, piuttosto che una residenza sembra essere il punto di raccolta e magazzinaggio dei tributi e dei prodotti agricoli della zona. Poco più a nord la vicina città di Urkesh potrebbe aver mantenuto l'indipendenza. Non è quindi del tutto chiaro il tipo di controllo che gli Accadi esercitavano sulla città ed il significato politico dei documenti amministrativi cuneiformi in lingua accadica, ritrovati nel palazzo, è ancora aperto alle interpretazioni. Alla fine del bronzo antico l'estensione della città si riduce, contemporaneamente ad una più generale disgregazione degli insediamenti in tutta la regione che gli studiosi attribuiscono a un drammatico cambiamento del clima. 

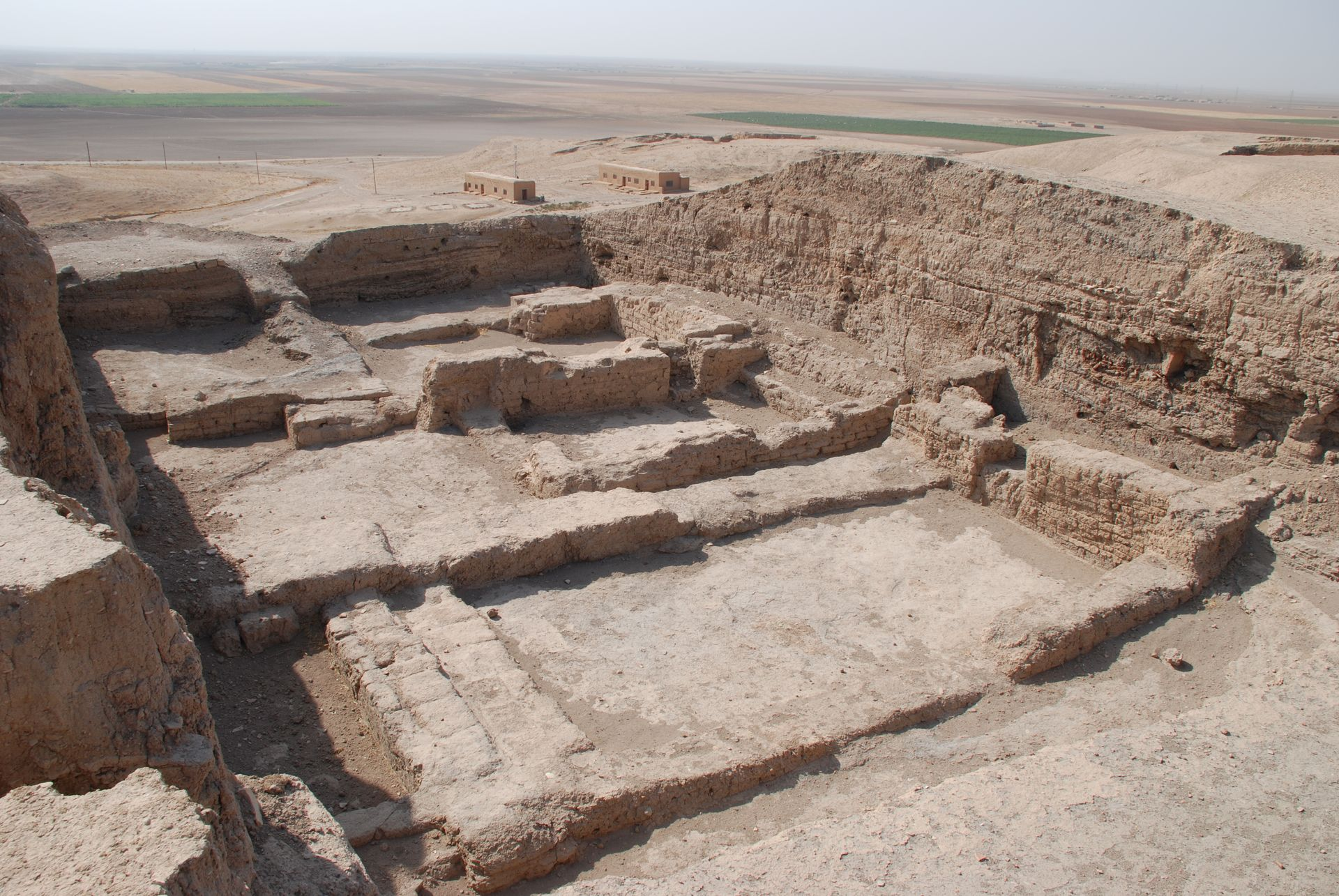
Tell Brak, edifici della fase Mitanni

### Media età del bronzo
Nello strato che risale all'inizio del secondo millennio a.C. (contemporaneo al primo periodo babilonese e al poco distante regno di Shamshi-Adad I), il sito rimane relativamente poco esteso, con almeno due aree abitative raggruppate nella parte più alta del tell.

### Tarda età del bronzo
Nella seconda metà del secondo millennio l'area occupata, ancora relativamente ristretta, oltre alle abitazioni private, contiene un palazzo monumentale del bronzo tardo e un tempio della cultura Mitanni (circa 1500-1360 a.C.)  Un sobborgo, all'esterno del tell principale, potrebbe aver ospitato altre abitazioni ma oggi è quasi completamente distrutto dai mezzi meccanici della moderna agricoltura.